# Igor Bázlik
Igor Bázlik (5. prosince 1941, Banská Bystrica, Slovenský stát – 18. listopadu 2023) byl hudební skladatel a koncertní klavírista.

## Stručný životopis
V roce 1958 odmaturoval na jedenáctileté střední škole v Banské Bystrici. Po maturitě odešel na konzervatoř do Bratislavy. Po jejím úspěšném absolutoriu v roce 1962 nastoupil na VŠMU v Bratislavě, kterou ukončil v roce 1966.
Jako absolvent se stal hudebním redaktorem Československého rozhlasu v Bratislavě, později zde působil jako hudební režisér. Od roku 1979 působí ve svobodném povolání jako hudební skladatel, dirigent, hráč na klávesové nástroje a současně jako pedagog hudebně-dramatického oboru konzervatoře v Bratislavě.
Igor Bázlik je autorem okolo 1 500 hudebních skladeb. Součástí jeho hudebního díla jsou dvě opery, čtyři muzikály, okolo 600 tanečních písní, množství scénické hudby k činohrám, rozhlasovým a televizním hrám, jakož i hudby k filmům. Zkomponoval víceré sborové skladby, upravoval lidové písně a je znám i svými skladbami pro děti.